# Episodi di Seikon no Qwaser
Questa pagina contiene la lista degli episodi delle serie anime tratte dal manga The Qwaser of Stigmata.
Seikon no Qwaser è una serie TV anime basata sull'omonimo manga scritto da Hiroyuki Yoshino e illustrato da Kenetsu Satō. Essa è prodotta da Hoods Entertainment con Taki Corporation e diretta da Hirako Kaneko. Questa serie presenta diverse scene con atti di perversione sessuale o visione parziale di nudità femminili unite ad atti violenti e scene con vistose perdite di sangue (in particolare nella prima stagione)con un pesante utilizzo del fanservice. Per questo al momento della trasmissione sulle reti giapponesi gli episodi sono stati censurati con la modifica di tutte le scene contenenti fanservice e la visione dei seni femminili. L'unica edizione integrale disponibile per il pubblico è disponibile solo tramite streaming ufficiale o nell'edizione DVD/Blu-ray. Diversi episodi contenenti un'inappropriata preview sono stati sostituiti da un breve ricapitolazione dell'episodio nella versione televisiva.
La prima stagione, omonima al manga, è composta da 24 episodi di circa 24 minuti. Essa è stata trasmessa su MBS, Chiba TV, AT-X e altre varie reti in edizione censurata dal 9 gennaio al 19 giugno 2010 in prima visione e in replica nei giorni seguenti. La serie è stata poi distribuita in edizione integrale streaming su AnimeOne del noto portale web giapponese Biglobe. I primi venti episodi costituiscono l'adattamento animato dei primi 7 volumi del manga attraverso 25 capitoli (1-15, 17-21, 23-25, 27-28, 32), ma la fine della stagione aggiunge uno scenario originale. Il 20 ottobre 2010, in allegato al decimo volume del manga, è stato distribuito un episodio extra in DVD intitolato Jotei no shōzō (女帝の肖像? lett. "Il ritratto dell'imperatrice") e basato sul capitolo 16 del manga; gli eventi dell'episodio sono collocabili cronologicamente tra quelli del decimo e dell'undicesimo episodio.
La seconda stagione, intitolata Seikon no Qwaser II, è composta da 12 episodi di circa 24 minuti. Essa è stata trasmessa su MBS, Chiba TV, AT-X e altre varie reti in edizione censurata dall'11 aprile al 28 giugno 2011 in prima visione e in replica nei giorni seguenti. La serie è stata poi pubblicata in edizione integrale streaming su AnimeOne del noto portale web giapponese Biglobe. Con l'ultimo episodio della stagione si lascia il finale aperto ad una terza stagione.
Di sotto sono presenti le varie stagioni con relativi episodi, colonna sonora e pubblicazione in DVD.

## Lista episodi

### Seikon no Qwaser
| Nº   | Titolo italiano (traduzione letterale) Giapponese 「Kanji」 - Rōmaji                       | In onda          | In onda |
| Nº   | Titolo italiano (traduzione letterale) Giapponese 「Kanji」 - Rōmaji                       | Giapponese       |         |
| 1    | Notte di terrore 「震える夜」 - Furueru yoru                                               | 10 gennaio 2010  |         |
| 2    | False amicizie 「仮面の友情」 - Kamen no yūjō                                              | 17 gennaio 2010  |         |
| 3    | I cercatori 「求めし者たち」 - Motomeshi mono-tachi                                        | 24 gennaio 2010  |         |
| 4    | Io e la regina 「女王様とあたし」 - Joō-sama to atashi                                     | 31 gennaio 2010  |         |
| 5    | Gigli bianchi sul campo di battaglia 「戦場の白ユリ」 - Senjō no shirayuri                 | 7 febbraio 2010  |         |
| 6    | L'uovo della principessa 「皇女の卵」 - Ōjo no tamago                                      | 14 febbraio 2010 |         |
| 7    | La vergine più pura 「漂白の生神女」 - Hyōhaku no Maria                                    | 21 febbraio 2010 |         |
| 8    | Le due facce di Atomis (parte 1) 「ニ 双面のアトミス(前編)」 - Sōmen no Atomisu (Zenpen)   | 28 febbraio 2010 |         |
| 9    | Le due facce di Atomis (parte 2) 「双面のアトミス(後編)」 - Sōmen no Atomisu (Kōhen)       | 7 marzo 2010     |         |
| 10   | Da sola(?) per la prima volta 「はじめて(？)のおるすばん」 - Hajimete(?) no O-rusuban      | 14 marzo 2010    |         |
| 10.5 | Il ritratto dell'imperatrice 「女帝の肖像」 - Jotei no shōzō                               | 20 ottobre 2010  |         |
| 11   | La croce della strega 「魔女の十字架」 - Majo no jūjika                                    | 21 marzo 2010    |         |
| 12   | Spada di sangue 「鮮血の剣」 - Senketsu no tsurugi                                         | 28 marzo 2010    |         |
| 13   | Una notte alle terme 「含鉄泉の夜」 - Gantetsusen no yoru                                  | 4 aprile 2010    |         |
| 14   | La malinconia di Tsujido Miyuri 「辻堂美由梨の憂鬱」 - Tsujidō Miyuri no yūutsu            | 11 aprile 2010   |         |
| 15   | L'accordo anglo-russo 「Anglo-Russian Entente」                                            | 18 aprile 2010   |         |
| 16   | La condanna di Phoenix 「断罪の不死鳥(フェーニクス)」 - Danzai no Fenikusu                 | 25 aprile 2010   |         |
| 17   | Il Vangelo della fiamma 「炎の福音(ゴスペル)」 - Honō no Gosuperu                          | 2 maggio 2010    |         |
| 18   | La trappola dell'Ouroboros 「ウロボロスの罠」 - Uroborosu no wana                          | 9 maggio 2010    |         |
| 19   | Il giardino segreto 「秘密の花園」 - Himitsu no hanazono                                   | 16 maggio 2010   |         |
| 20   | La principessa di cartapesta 「ハリボテ皇女」 - Haribote ōjo                               | 23 maggio 2010   |         |
| 21   | Il santuario acquatico 「水の聖堂」 - Mizu no seidō                                        | 30 maggio 2010   |         |
| 22   | Trinity Gehenna 「トリニティ・ゲヘナ」 - Toriniti Gehena                                   | 6 giugno 2010    |         |
| 23   | Sasha, il martire 「致命者サーシャ」 - Chimeisha Sāsha                                     | 13 giugno 2010   |         |
| 24   | Vivi la tua vita più che puoi 「汝、青春することなかれ」 - Nanji, seishun suru koto nakare | 20 giugno 2010   |         |

### Seikon no Qwaser II
| Nº | Titolo italiano (traduzione letterale) Giapponese 「Kanji」 - Rōmaji                                                                                                   | In onda        | In onda |
| Nº | Titolo italiano (traduzione letterale) Giapponese 「Kanji」 - Rōmaji                                                                                                   | Giapponese     |         |
| 1  | La principessa d'argento dei gigli 「銀色の百合姫」 - Giniro no hyaku-gō hime                                                                                          | 12 aprile 2011 |         |
| 2  | La locazione della Maddalena 「携香女の在処」 - Magudara no arika | 19 aprile 2011 |         |
| 3  | La trappola di quarzo 「玻璃の罠」 - Hari no wana | 26 aprile 2011 |         |
| 4  | Gabbia di spine 「荊の檻」 - Ibara no ori | 3 maggio 2011  |         |
| 5  | Il sacrificio della strega 「魔女の生贄」 - Majo no ikenie | 10 maggio 2011 |         |
| 6  | Riunione 「再会」 - Saikai | 17 maggio 2011 |         |
| 7  | Il seno veggente di Madame Lily 「マダム・リリィのおっぱい占い」 - Madamu Riryi no oppai uranai                                                                        | 24 maggio 2011 |         |
| 8  | La bella sfidante 「美しき挑戦者」 - Utsukushiki chōsensha | 31 maggio 2011 |         |
| 9  | Un emozionante festival della fondazione 「ドキ☆ドキ創立祭」 - Doki☆Doki sōritsu-sai                                                                                   | 7 giugno 2011  |         |
| 10 | The Qwaser of Stigmata 「聖痕の☆くぇいさー」 - Hijirikon no Ku Eisa | 14 giugno 2011 |         |
| 11 | Una notte alle terme 「含鉄泉の夜」 - Gantetsusen no yoru | 21 giugno 2011 |         |
| 12 | La pace finisce e gli ingranaggi del destino iniziano a girare 「平穏は終わりを告げ、運命の歯車は回りだす」 - Heion wa owari o tsuge, unmei no haguruma wa mawari dasu | 28 giugno 2011 |         |